# Chris Frantz
Chris Frantz   (Fort Campbell, 8 de maig de 1951) és un músic i productor musical estatatunidenc. Va ser bateria dels Talking Heads i Tom Tom Club, que va fundar amb la seva dona i baixista dels Talking Heads Tina Weymouth. El 2002, Frantz va entrar al Rock and Roll Hall of Fame com a membre dels Talking Heads.

## Carrera
A principis dels anys 70 va estudiar a l'Escola de Disseny de Rhode Island, on va conèixer David Byrne i Tina Weymouth. Byrne i Frantz van muntar un grup anomenat the Artistics, que va acabar convertint-se en els Talking Heads, l'hivern de 1974. Tina Weymouth, que llavors era la xicota d'en Frantz, també es va afegir al grup. Frantz i Weymouth es van casar el 1977.
Com a bateria dels Talking Heads, Frantz no fa servir mai els plats; en comptes d'això, segueix el ritme amb el xarles. Els plats només els utilitza com a accent o cop.
Frantz i Weymouth van fundar el Tom Tom Club el 1980 quan els Talking Heads es van aturar per la carrera en solitari de Byrne. Weymouth, Frantz, i Jerry Harrison es van tornar a ajuntar com a The Heads per fer un únic àlbum anomenat No Talking, Just Head el 1996, amb vocalistes variats, que van incloure Debbie Harry.
Ell i Weymouth van produir el disc dels Happy Mondays de 1992, Yes Please! i l'àlbum autotitulat del grup escocès Angelfish, a més de produir uns quants àlbums per a Ziggy Marley and the Melody Makers. Frantz i Weymouth també van contribuir segones veus i percussió al disc de debut dels Gorillaz.
Es troba a la posició 12 a la llista dels 50 bateries de rock més grans de Stylus Magazine i té un programa mensual de ràdio, "Chris Frantz the Talking Head," a Bridgeport, Connecticut.
Frantz i Weymouth també estan associats íntimament amb el moviment Compass Point All Stars.